# ホーム・スイート・ヘル/キレたわたしの完全犯罪
『ホーム・スイート・ヘル/キレたわたしの完全犯罪』（原題:Home Sweet Hell）は2015年にアメリカ合衆国で公開されたコメディ映画である。監督はアンソニー・バーンズ、主演はパトリック・ウィルソンとキャサリン・ハイグルが務めた。本作は日本国内で劇場公開されなかったが、2015年11月4日にDVDが発売された。

## ストーリー
ドン・シャンパンは家具販売の仕事で成功を収めていた。ドンの妻、モナは貪欲な性格であり、全てが自分の思い通りになるように計算高く振る舞っていた。ある日、ダスティという名前の女性がドンの店にやってきた。採用面接の結果、ドンはダスティを雇うことにした。
ドンは妻との性生活に満足できずにいたため、ダスティの誘惑に負けてベッドを共にすることになった。しばらくして、ダスティはドンの息子、アンドリューの誕生日パーティーに姿を見せた。その場でダスティはドンに「貴方の子を身ごもった」と告げた。予期せぬ事態に困惑したドンが仕事仲間のレスに相談したところ、「口止め料を払うしかあるまい」と言われた。
実は、ダスティの背後にはマーフィーというならず者がいた。ダスティは最初から恐喝目的でドンに接近してきたのである。ドンはダスティに1万3000ドルの口止め料を提示したが、ダスティは増額を要求してきた。路頭に迷ったドンが再びレスに相談すると「腹をくくって奥さんに全て話すんだ」と言われた。ドンの話を聞いたモナは怒り狂い、ドンにダスティを殺害しろと怒鳴りつけた。
その頃、マーフィーの指示を受けたダスティはドンに2万5000ドルの支払いを要求してきた。ドンはそれに応じたが、モナに言われるままダスティに毒を盛る決意を固めていた。ドンは金の受け渡し現場に現れたダスティに薬入りの酒を勧め、それを飲んだダスティは意識を失った。ドンとモナはダスティの自宅まで彼女を連れて行き、彼女が意識を取り戻すや否や、そのままハンマーで撲殺した。モナはダスティの死体を細切れにした上で庭に埋めた。その後、モナはドンに「ダスティの妊娠はウソだった」と告げた。
マーフィーとその仲間たち（フリーマンとベンジー）はダスティの失踪に気が付き、彼女が事件に巻き込まれた可能性を疑っていた。マーフィーはドンを呼び出したが、ドンは「ダスティはダラスに行くと言っていた」の一点張りであった。マーフィーは「明日までに2万ドルを支払わなければ、お前の奥さんをレイプしてやる」とドンに言った。
ドンとモナはダスティの死体を掘り返し、それを持ったままマーフィーのアジトへと向かった。モナがアジトに死体を隠していると、フリーマンが恋人を連れてアジトにやって来た。モナは恋人を殺害することに成功したが、フリーマンを仕留め損なってしまった。深手を追ったフリーマンはマーフィーに事態を説明した後に息絶えた。その頃、モナは警察に殺人事件の発生を通報し、その罪をマーフィーたちになすりつけようとしていた。アジトに到着したマーフィーとベンジーは自分たちが罠にハマったことに気が付いたが、とき既に遅く、アジトに警察が乗り込んできた。マーフィーは何とか逃げ出せたが、ベンジーは警官に射殺されてしまった。アジトから逃走したばかりに、警察はマーフィーを殺人犯だと思い込んだ。
モナの冷血さに恐れを成したドンはある決断を下した。

## キャスト
- パトリック・ウィルソン - ドン・シャンパン（吹替：咲野俊介）
- キャサリン・ハイグル - モナ・シャンパン（吹替：岡寛恵）
- ジョーダナ・ブリュースター - ダスティ（吹替：園崎未恵）
- ケヴィン・マクキッド - フリーマン（吹替：俊藤光利）
- ジム・ベルーシ - レス（吹替：さかき孝輔）
- A.J.バックリー - マーフィー
- ブライス・ジョンソン - ラニー・ケルソ
- ジェイミー・オーソ - ビッグ・ダディ
- アリシア・オクセ - ケイシ
- マディソン・ウルフ - アリソン・シャンパン
- エイデン・フラワーズ - アンドリュー・シャンパン
- アーチー・バクスター - マーク
- ジョニー・ホークス - スチュ
- エヴァ・リヴェラ＝フェレル - アンドレの妻
- ブランディ・ニコール・ウィルソン - アビー
- ヨハンス・マイルズ - アンドレ
- キャサリン・アシュトン - リン
- ヒース・フリーマン - ベンジー
- シャイ・マクブライド - 警察官

## 製作
2013年3月26日、ダーコ・エンターテインメント製作の新作コメディ映画『North of Hell』にキャサリン・ハイグルとパトリック・ウィルソンが出演することになったと報じられた。5月3日、ジョーダナ・ブリュースターがキャスト入りした。30日、ケヴィン・マクキッドが自身のTwitterで本作に出演すると明かした。本作の主要撮影は同月中にルイジアナ州で始まった。

## マーケティング・評価
2014年9月30日、本作のファースト・トレイラーが公開され、タイトルが『North of Hell』から『Home Sweet Hell』に変更された。
本作は批評家から酷評されている。映画批評集積サイトのRotten Tomatoesには20件のレビューがあり、批評家支持率は5%、平均点は10点満点で3.2点となっている。サイト側による批評家の見解の要約は「『ホーム・スイート・ヘル/キレたわたしの完全犯罪』はブラックコメディとして製作されたのだろうが、ミソジニーを抱腹絶倒の知的ユーモアと勘違いしている。その結果、同作は観客の忍耐力テストになってしまい、魅力ある主演2人の奮闘を無駄にするに至った。」となっている。また、Metacriticには12件のレビューがあり、加重平均値は22/100となっている。
第36回ゴールデンラズベリー賞において、ハイグルが最低主演女優賞にノミネートされたが、受賞には至らなかった。